# Aleksander Dimitrijevič Bulajev
Aleksander Dimitrijevič Bulajev (rusko Александр Дмитриевич Булаев), sovjetski letalski častnik, vojaški pilot, letalski as in heroj Sovjetske zveze, * 9. september 1910, † 17. maj 1943.
Bulajev je v svoji vojaški službi dosegel 24 samostojnih in 8 skupnih zračnih zmag (ob tega je sam sestrelil 1 balon).

## Življenjepis
Leta 1936 je vstopil v Harkovsko vojnoletalsko šolo.
Sodeloval je v zimski vojni, v kateri je opravil 120 bojnih poletov na lovskem letalu Polikarpov I-16, v katerih je dosegel 9 zračnih zmag.
Med drugo svetovno vojno je opravil 280 bojnih poletov na letalih I-16, LaGG-3, Jak-1 in Curtiss P-40 Tomahawk ter sodeloval v 20 zračnih bojih, v katerih je dosegel 15 samostojnih in 8 skupnih zračnih zmag ter 1 balon. Najprej je poveljeval eskadrilji, nato pa celotnemu 159. lovskemu letalskemu polku lenigrajske fronte.
Bulajev se je smrtno ponesrečil v letalski nesreči. Pokopali so ga na pokopališču na južnem obronku Volhova v Leningrajski oblasti.

## Odlikovanja
- heroj Sovjetske zveze (2. september 1943; posmrtno)
- red Lenina (2x)
- red rdeče zastave
- red domovinske vojne 1. stopnje